# Mark Kiptoo
Mark Kosgei Kiptoo (Lugari, 21 juni 1976) is een Keniaanse atleet, die zich heeft toegelegd op de lange afstanden. Hij is met name gespecialiseerd in de 5000 m. Hij werd Afrikaans kampioen en Keniaans kampioen in deze discipline en is met een persoonlijk record van 12.53,46 op deze afstand een van de snelste atleten ter wereld. Hij vertegenwoordigde zijn land ook op enkele wereldkampioenschappen veldlopen. Daarnaast veroverde hij drie medailles (tweemaal goud en eenmaal zilver) bij de Militaire Spelen.

## Biografie

### Jeugd en leger
Kiptoo is geboren in het dorpje Lumino, dat is gelegen in het district Lugari. Hij studeerde aan de Lumino Primary School en de Mukumu Boys School. Na zijn afstuderen in 1996 ging hij in het Keniaanse leger. Hij volgde een vierjarige opleiding aan een technische school van de luchtmacht en werd vanaf 2002 gestationeerd bij het Laikipia Air Base. Daar kwam hij in contact met atletiek en kwam uit voor zijn technische squad. In 2005 en 2006 werd hij uitgezonden bij een vredesmissie voor de United Nations Operation in Burundi ten tijde van het einde van de burgeroorlog.

### Goud op Militaire Spelen
Op 30-jarige leeftijd keerde Kiptoo terug naar Kenia en begon zich toe te leggen op het veldlopen. Hij dwong een plek af bij de Keniaanse kampioenschappen waar hij derde werd, maar mocht niet deelnemen aan het WK veldlopen, omdat hij twaalfde werd bij de Keniaanse Trials. Bij de Militaire Spelen dat jaar verging het hem beter. Hij won een gouden medaille op de 5000 m en werd tweede op de 10.000 m. Op deze laatste afstand finishte hij achter zijn landgenoot John Cheruiyot Korir.

### Afrikaans kampioen in 2012
In 2010 toonde Kiptoo blijk van zijn kunnen door de DN Galan te winnen met een persoonlijk record van 12.53,46. Later dat jaar kwam hij op ditzelfde onderdeel uit bij de Gemenebestspelen in Indiase stad Delhi. Met een tijd van 13.32,58 eindigde hij op een derde plaats achter de Oegandees Moses Ndiema Kipsiro (goud; 13:31.25) en zijn landgenoot Eliud Kipchoge (zilver; 13.31,32). Bij de Afrikaanse kampioenschappen won hij een bronzen medaille op de 5000 m. Op de Afrikaanse Spelen van 2011 verging het hem minder goed en finishte hij als dertiende.
Kiptoo begon 2012 voortvarend door de Armed Forces Cross Country te winnen. Hij slaagde er echter niet in zich te plaatsen voor de Olympische Spelen van Londen. Wel werd hij opgenomen in de selectie voor de Afrikaanse kampioenschappen in 2012 en veroverde daar een gouden medaille op de 5000 m en een zilveren op de 10.000 m.

### Marathonprestaties
Zijn marathondebuut maakte Kiptoo in 2013 bij de marathon van Frankfurt. Met een snelle 2:06.16 eindigde hij op een tweede plaats, slechts een seconde achter zijn landgenoot Vincent Kipruto. Een jaar later wist hij bij deze gelegenheid de overwinning wel naar zich toe te trekken en won de wedstrijd in 2:06.49.
In 2015 werd hij tweede op de marathon van Rotterdam en bij de marathon van Eindhoven dat jaar werd hij derde en verbeterde zijn persoonlijk record tot 2:06.00.

## Titels
- Afrikaans kampioen 5000 m - 2010
- Militaire Spelen kampioen 5000 m - 2007, 2011
- Keniaans kampioen 5000 m - 2008

## Persoonlijke records
Baan
| Onderdeel   | Prestatie | Datum            | Plaats     |
| ----------- | --------- | ---------------- | ---------- |
| 3000 m      | 7.32,97   | 8 mei 2009       | Doha       |
| 2 Eng. mijl | 8.29,96   | 26 augustus 2012 | Birmingham |
| 5000 m      | 12.53,46  | 6 augustus 2010  | Stockholm  |
| 10.000 m    | 26.54,64  | 3 juni 2011      | Eugene     |

Weg
| Onderdeel      | Prestatie | Datum            | Plaats    |
| -------------- | --------- | ---------------- | --------- |
| 10 km          | 28.03     | 1 mei 2007       | Marseille |
| 15 km          | 43.28     | 8 maart 2015     | Den Haag  |
| 20 km          | 59.00     | 27 november 2011 | New Delhi |
| halve marathon | 1:00.29   | 26 maart 2011    | Azpeitia  |
| 25 km          | 1:13.48   | 12 april 2015    | Rotterdam |
| 30 km          | 1:28.53   | 12 april 2015    | Rotterdam |
| marathon       | 2:06.00   | 11 oktober 2015  | Eindhoven |

## Palmares

### 3000 m
- 2007: 5e Rieti - 7.38,83
- 2008:  Meeting Grand Prix IAAF de Dakar - 7.49,27
- 2008: 5e Meeting Gaz de France in Saint Denis - 7.38,98
- 2008: 5e London Grand Prix in Londen - 7.42,08
- 2008: 4e Herculis - 7.36,43
- 2008: 6e Wereldatletiekfinale - 8.04,30
- 2009: 5e Herculis - 7.34,87
- 2009: 8e Wereldatletiekfinale - 8.07,22
- 2010:  London Grand Prix in Londen - 7.41,56

### 5000 m
- 2007:  Keniaanse kamp. in Nairobi - 13.50,0
- 2007:  Militaire Spelen in Hyderabad - 13.51,74
- 2008:  Keniaanse kamp. in Nairobi - 13.50,64
- 2008: 4e Golden Gala - 13.06,60
- 2008: 4e Wereldatletiekfinale - 13.23,73
- 2009:  Golden Gala - 12.57,62
- 2009: 5e Wereldatletiekfinale - 13.30,59
- 2009: 5e Daegu Meeting - 13.26,58
- 2010:  Keniaanse kamp. in Nairobi - 13.36,72
- 2010:  Afrikaanse kamp. in Nairobi - 13.32,45
- 2010:  Gemenebestspelen - 13.32,58
- 2011: 4e Keniaanse WK Trials in Nairobi - 13.25,45
- 2011:  Militaire Spelen in Río de Janeiro - 13.06,17
- 2012:  Afrikaanse kamp. in Porto-Novo - 13.22,38
- 2012: 4e Aviva London Grand Prix in Londen - 13.13,77
- 2013: 5e Sainsbury's Grand Prix in Birmingham - 13.20,51

Diamond League-podiumplaatsen
- 2010:  DN Galan - 12.53,46

### 10.000 m
- 2007:  Militaire Spelen in Hyderabad - 28.22,62
- 2008: 4e Prefontaine Classic - 27.14,67
- 2008: 4e Keniaanse Olympische Trials in Nairobi - 28.10,05
- 2012: 4e Nairobi - 28.17,4
- 2012:  Afrikaanse kamp. in Porto-Novo - 27.20,77
- 2013: 9e Keniaanse WK Trials in Nairobi - 28.24,04

### 10 km
- 2007:  Conseil Général in Marseille - 28.03
- 2008:  Conseil Général in Marseille - 28.14
- 2009:  Cooper River Bridge Run in Charleston - 28.28
- 2009:  Crescent City Classic in New Orleans - 28.18
- 2009:  Sunfeast World in Bangalore - 28.15
- 2011:  Parelloop - 28.12,6
- 2013: 5e World's Best in San Juan - 29.02
- 2014:  Corrida de Houilles - 28.34

### halve marathon
- 2010:  halve marathon van Azpeitia - 1:00.50
- 2011:  halve marathon van Azkoitia - 1:00.29
- 2012:  halve marathon van Darica - 1:03.31
- 2013:  halve marathon van Azpeitia - 1:00.42
- 2013:  halve marathon van Des Moines - 1:02.27
- 2014:  Great Scottish Run - 1:01.34
- 2015: 8e City-Pier-City Loop - 1:02.21
- 2016:  halve marathon van Dakar - 1:02.37

### marathon
- 2013:  marathon van Frankfurt - 2:06.16
- 2014: 9e marathon van Parijs - 2:13.59
- 2014:  marathon van Frankfurt - 2:06.49
- 2015:  marathon van Rotterdam - 2:07.21
- 2015:  marathon van Eindhoven - 2:06.00
- 2016: 11e marathon van Berlijn - 2:10.24
- 2017: 14e marathon van Parijs - 2:10.44
- 2019: 6e marathon van Frankfurt - 2:08.09
- 2022: 8e marathon van Eindhoven - 2:11.38

### veldlopen
- 2008:  Keniaanse kamp. in Nairobi - 38.29,1
- 2008: 14e WK in Edinburgh - 35.39
- 2009: 7e WK in Amman - 35.11
- 2010: 4e WK militairen in Oostende - 33.59